# Pellevoisin
Pellevoisin – miejscowość i gmina we Francji, w Regionie Centralnym, w departamencie Indre.
Według danych na rok 1990 gminę zamieszkiwało 916 osób, a gęstość zaludnienia wynosiła 36 osób/km² (wśród 1842 gmin Regionu Centralnego Pellevoisin plasuje się na 433. miejscu pod względem liczby ludności, natomiast pod względem powierzchni na miejscu 481.).